# Chmeľnica
Chmeľnica (allemand : Hopgarten ) est un village de Slovaquie situé dans la région de Prešov.

## Histoire
Première mention écrite du village en 1315.

## Démographie

### Évolution de la population
| Année:               | 1994. | 2004.   | 2014.   | 2024.   |
| -------------------- | ----- | ------- | ------- | ------- |
| Nombre de personnes: | 905   | 918     | 977     | 1009    |
| Différence:          |       | +1,43 % | +6,42 % | +3,27 % |

| Année:               | 2023. | 2024.   |
| -------------------- | ----- | ------- |
| Nombre de personnes: | 992   | 1009    |
| Différence:          |       | +1,71 % |